# Robert Minard Garrels
Robert Minard Garrels (Detroit, Michigan, 24 de agosto de 1916 – Flórida, 8 de março de 1988) foi um geoquímico norte-americano.

## Biografia
Recebeu o grau de bacharel em geologia pela Universidade de Michigan em 1937, o de mestre em 1939 pela Northwestern University com seu trabalho de tese sobre os minérios de ferro de Newfoundland, e o título de Ph. D. em 1941 pelos seus estudos experimentais sobre a formação complexa entre o chumbo e íons cloretos em solução aquosa.
Durante a Segunda Guerra Mundial trabalhou no Serviço Geológico dos Estados Unidos. De 1945 a 1988 trabalhou e pesquisou em várias instituições, incluindo a Universidade Northwestern, a Universidade Harvard, o Scripps Institution of Oceanography, a Universidade do Havaí e a University of South Florida.
Sua maior atuação foi na aplicação de dados e técnicas de físico-química experimental na resolução de problemas em geologia e geoquímica. Entre outros assuntos, pesquisou a solubilidade dos minerais, composição dos oceanos, propriedades termodinâmica dos minerais, processos de oxidação/redução, reações químicas nos oceanos e mudanças climáticas.
Foi eleito membro da Academia Nacional de Ciências dos Estados Unidos em 1961 e presidente da Geochemical Society em 1962. Foi laureado com a  Medalha Arthur L. Day em 1966 e com a Medalha Penrose em 1978 pela Sociedade Geológica dos Estados Unidos. Recebeu também o Prémio V. M. Goldschmidt pela Geochemical Society em 1973, a Medalha Wollaston pela Sociedade Geológica de Londres em 1981, e a Medalha Roebling pela Sociedade Mineralógica dos Estados Unidos em 1981.

## Obras
- "A Textbook of Geology," Harper's Geoscience Series (1951)
- "Behavior of Colorado Plateau uranium minerals during oxidation (Trace elements investigations report)" USGS (1956)
- "Mineral Equilibria at Low Temperature and Pressure," Harper (1960)
- "Solutions, Minerals, and Equilibria" com Charles L. Christ (1965) (2ª ed. Freeman Cooper Co, 1982 e revisado em 1990) ISBN 0-86720-148-7 ( ed. 1990)
- "Evolution of Sedimentary Rocks" com Fred Mackenzie; Norton, (1971) (ISBN 0-393-09959-8)
- "Water the Web of Life" com Cynthis Garrels; Norton (1972) (ISBN 0-393-09407-3)
- "Chemical cycles and the global environment: Assessing human influences" com Cynthia Garrels e F. T. Mackenzie W.; Kaufmann (1975) (ISBN 0-913232-29-7)
- "Thermodynamic Values at Low Temperature for Natural Inorganic Materials: An Uncritical Summary," com Terri L. Woods; Oxford University Press (1986) ISBN 0-19-504888-1